# Teorema Catherine
(John Green - Teorema Catherine)
(John Green - Teorema Catherine)
Teorema Catherine (An Abundance of Katherines) è il secondo romanzo scritto dall'autore John Green e pubblicato nel gennaio 2006.

## Trama
Colin Singleton è un bambino prodigio che teme di non diventare un adulto prodigio. Fino ad ora ha frequentato solo Catherine, non Cathy, Katrina o Katherine, solo Catherine. Dopo essere stato lasciato da Catherine XIX si concentra sull'avere il suo "momento Eureka", il colpo di genio che decreterà il suo futuro di adulto prodigio. Nel frattempo si diploma e decide di accettare la proposta del migliore amico Hassan di partire per un viaggio on the road, che li porterà a Gutshot, Tennessee. Tra nuove conoscenze e avventure quasi surreali Colin non rinuncerà al suo "momento Eureka" impegnandosi nella realizzazione del suo Teorema.

## Adattamento cinematografico
John Green affermò nel 2007 che i diritti del film erano stati acquistati, il progetto venne poi abbandonato.
In un'intervista lo scrittore ha poi detto che tutti i suoi libri, eccezione fatta per Cercando Alaska, sono sotto il suo controllo per un eventuale adattamento cinematografico.